# NK Pakoštane
NK Pakoštane je nogometni klub iz Pakoštana. Trenutačno se natječe u 1. ŽNL Zadarske županije